# Raciążek
Raciążek – wieś w Polsce położona w województwie kujawsko-pomorskim, w powiecie aleksandrowskim, w gminie Raciążek.
Siedziba gminy Raciążek, Wieś sołecka. W latach 1317–1870 Raciążek posiadał prawa miejskie.
W roku 2009 liczył 1704 mieszkańców. Według Narodowego Spisu Powszechnego (marzec 2011 r.) było ich 1765. W Raciążku istnieje Szkoła Podstawowa im. Komisji Edukacji Narodowej, Przedszkole Publiczne "Słoneczko", Ośrodek Zdrowia oraz Gminny Ośrodek Kultury.
W latach 1954-1972 wieś była siedzibą gromady Raciążek. W latach 1975–1998 miejscowość administracyjnie należała do województwa włocławskiego.

## Sport
Od 21 lutego 1948 istnieje tu klub sportowy Wzgórze Raciążek. Swoje mecze rozgrywa na stadionie La Kosta (pojemność 330 miejsc, w tym: 152 siedzące). W sezonie 2014/2015 drużyna wywalczyła awans do klasy okręgowej, grupa: kujawsko-pomorska II (największe osiągnięcie zespołu). Po zakończeniu rundy jesiennej sezonu 2015/2016, zespół zajmuje ostatnie, 16. miejsce w klasie okręgowej (16 meczów, 11 pkt, bilans: 3-2-11).

## Urodzeni w Raciążku
- Stefan Kozłowski – polski wojskowy, podporucznik piechoty Wojska Polskiego, kawaler Krzyża Srebrnego Orderu Wojennego Virtuti Militari, uczestnik wojny polsko-bolszewickiej[9].

## Zabytki
Według rejestru zabytków NID na listę zabytków wpisane są:
- późnogotycko-renesansowy kościół parafialny pw. Wszystkich Świętych i św. Hieronima z lat 1597-1612, nr rej.: A/466 z 17.02.1981
- ruiny zamku biskupiego z 1323-1364, rozbudowanego w latach: 1467 i 1533 oraz 1. połowie XVIII w., będące zarazem punktem widokowym na Dolinę Wisły, nr rej.: 315 z 4.06.1955
- chata drewniana z pierwszej połowy XIX w., przy ul. Nadgórnej 14, nr rej.: 344 z 6.03.1956
- dom z początku XIX w. przy ul. Zamkowej 39, nr rej.: 83/A z 8.06.1980.

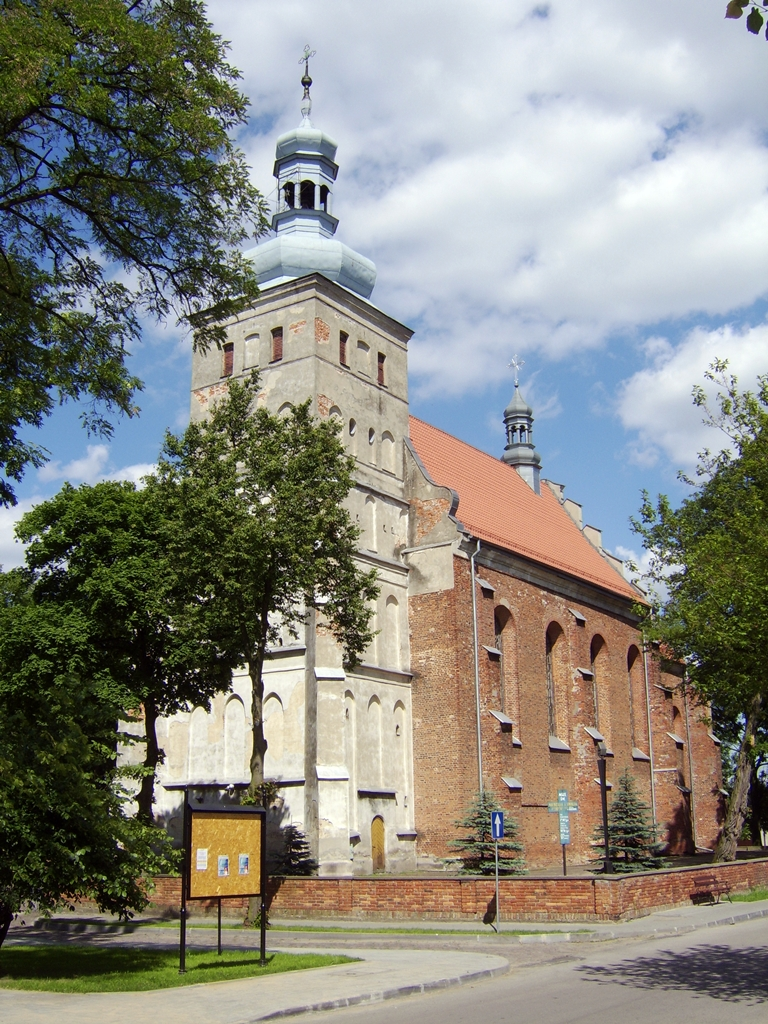
Kościół
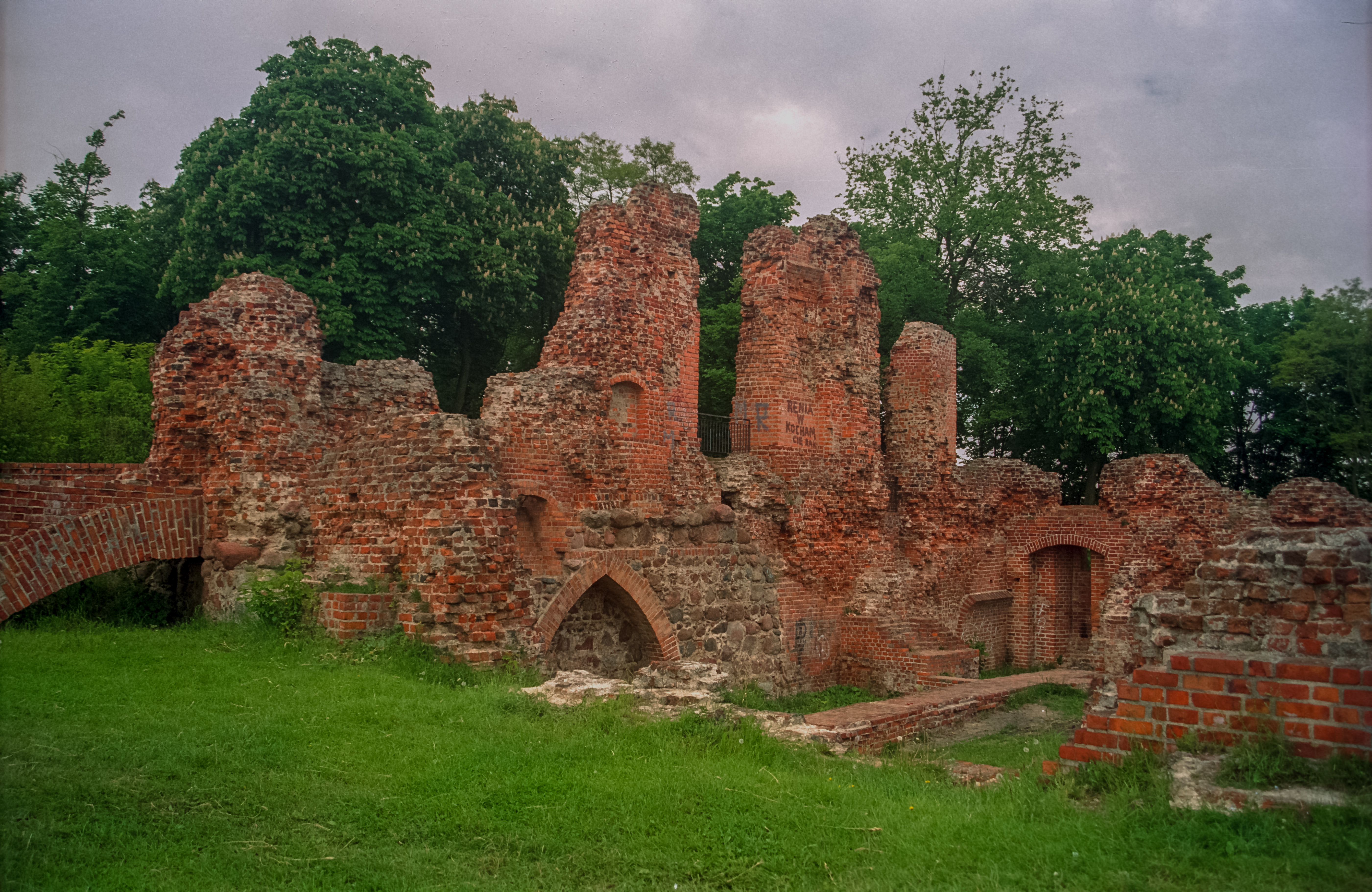
Ruiny zamku